# 万劲夫
万劲夫（1918年2月—1986年5月1日），又名万庆夫，河南省通许县人。中华人民共和国政治人物。

## 生平
1938年参加新四军彭雪枫部，担任新四军第六支队政治部统计干事、三团政治处组织股股长，第四师十二旅三十四团政治处副主任，新四军淮北军区独立一团政治处主任。
第二次国共内战期间，任华东野战军第二纵队教导团政治处主任，华东军区后备兵团政治部组织科科长。
中华人民共和国成立后，担任南京市公安三分局局长，南京市人事局副局长，南京市建筑工程局局长。1954年，历任本溪钢铁公司党委副秘书长、副经理，本溪市副市长兼经委主任，本溪市计委副主任、市革委会副主任。1980年，任本溪市人大常委会副主任。1986年去世。